# Laguna Blanca (Neuquén)
La laguna Blanca es un cuerpo de agua endorreico en el departamento Zapala de la provincia del Neuquén, Argentina. 
Está ubicada en una meseta basáltica, producto de erupciones volcánicas de antigua data, situación que le confiere su carácter de cuenca aislada.
La laguna alberga una importante población de cisnes de cuello negro, junto a una gran variedad de otras aves acuáticas, por lo que su cuenca se encuentra protegida por el Parque Nacional Laguna Blanca.